# Mesa personal

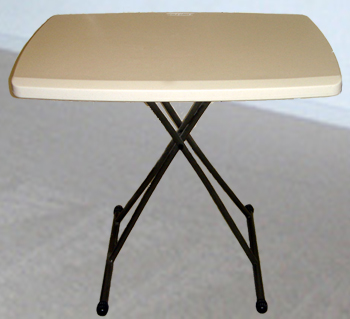
Una bandeja plegable de TV o mesa personal.

Una mesa personal o una bandeja plegable de TV es un tipo de mueble plegable que funciona como una mesa plegable pequeña, fácil de transportar. Estas pequeñas mesas fueron diseñadas originalmente para ser una superficie desde la cual uno puede comer mientras ve la televisión.  
Las bandejas de televisión se hicieron populares en la década de 1950 en Estados Unidos como una forma de sostener los alimentos y bebidas mientras miraban la televisión, siendo el elemento icónico una cena televisiva. La publicidad nacional de las mesas de bandejas de televisión apareció por primera vez en 1952, un año antes de que Swanson introdujera la cena televisiva en octubre de 1953.  Algunas veces se vendía un juego de cuatro mesas de TV montadas en un pequeño estante donde se podían colgar cuando no se utilizaban. Este estante se colocó popularmente en un rincón de la sala de estar.
El inventor de las mesas de bandejas de TV es desconocido. Los modelos originales y populares constaban de dos piezas: una bandeja de metal con empuñaduras montadas en su parte inferior y un conjunto de patas de metal tubulares con puntas de goma en la parte inferior.  Las empuñaduras se engachaban a las patas, que podrían abrirse para sostener la bandeja o plegarse para un almacenamiento apilable.  La bandeja permanecía sujeta a una pata durante el almacenamiento. 
A medida que los tiempos cambiaron, también lo hicieron las técnicas de construcción, y hoy en día las bandejas plegables de televisión a menudo se fabrican con plástico moldeado por soplado. Ahora es común que las bandejas de comida para televisión se comercialicen como artículos «retro» o kitsch.